# Тулендорф
Тулендорф (нім. Thulendorf) — громада в Німеччині, розташована в землі Мекленбург-Передня Померанія. Входить до складу району Росток. Складова частина об'єднання громад Карбек.
Площа — 10,69 км2. Населення становить 671 ос. (станом на 31 грудня 2020).